# Laysanvink
De laysanvink (Telespiza cantans) is een zangvogel uit de familie Fringillidae (vinkachtigen). De vogels werden in 1888 op Laysan (deels levend) verzameld en in 1890 door Scott Barchard Wilson beschreven. Deze vink is een kwetsbare, endemische vogelsoort op Laysan, een eiland van Hawaï.

## Herkenning

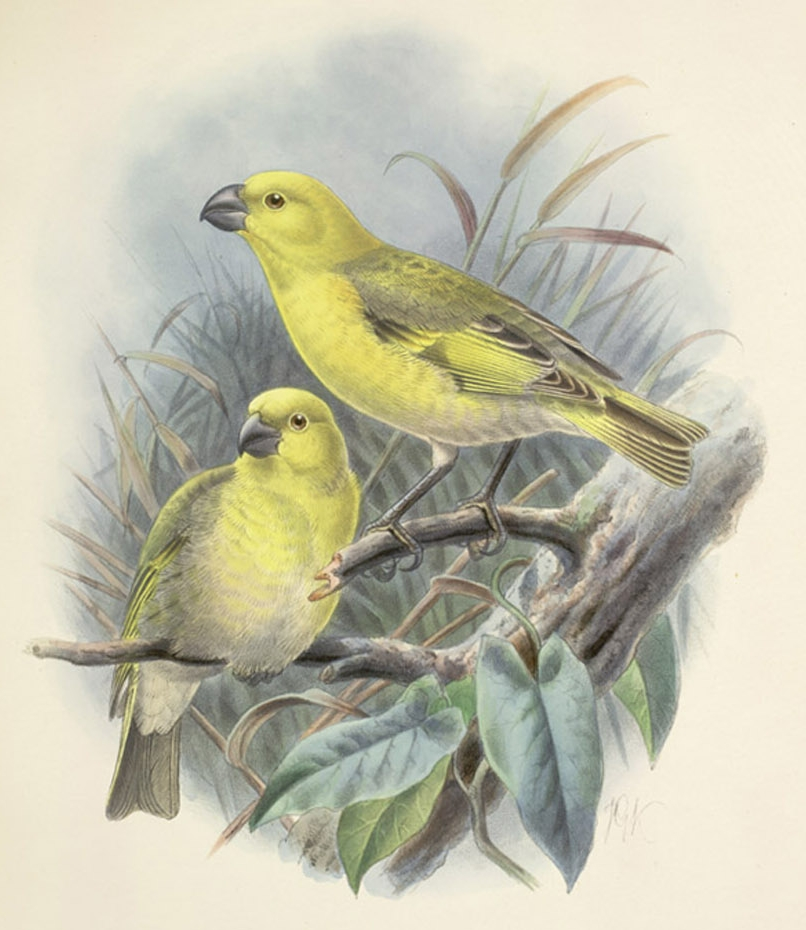
Illustratie door John Gerrard Keulemans uit de The Avifauna of Laysan and the neighbouring islands... (Porter, London,1893-1900)

De vogel is gemiddeld 19 cm lang en weegt circa 34 gram. Het mannetje is helder goudgeel op de kop en borst. Het is een grote vink met een forse, dikke snavel. De vogel is van boven grijs tot grijsgeel. De slagpennen (van de vleugel) zijn bruinachtig zwart, op de vleugel zit een goudgeel gekleurde brede vleugelstreep. De snavel is bruingrijs en de poten zijn zwart. Het vrouwtje verschilt niet zo veel van het mannetje, ze is wat doffer gekleurd. Onvolwassen vogels zijn sterk donkerbruin gestreept en hebben veel minder geel in het verenkleed.

## Verspreiding en leefgebied
Deze vink komt alleen voor op het eiland Laysan en twee nietige eilanden van de Pearl en Hermes Atol. De vink leeft in lage vegetatie van inheemse struiken en grassoorten. De vink nam sterk toe nadat een plant uit de composietenfamilie (Verbesina encelioides) eind 20ste eeuw het eiland overwoekerde. In het belang van de zeevogels die op het eiland nestelen, wordt de plant sinds 2003 bestreden, waardoor de vink in aantal weer afnam.

## Status
De grootte van de populatie fluctueert sterk, tussen de 1500 en 7000 exemplaren. Deze vink heeft een zeer beperkt verspreidingsgebied en daardoor blijft de kans op de status kwetsbaar voor uitsterven. Om deze redenen staat de laysanvink als zodanig op de Rode Lijst van de IUCN.